# Бахтіарська мова

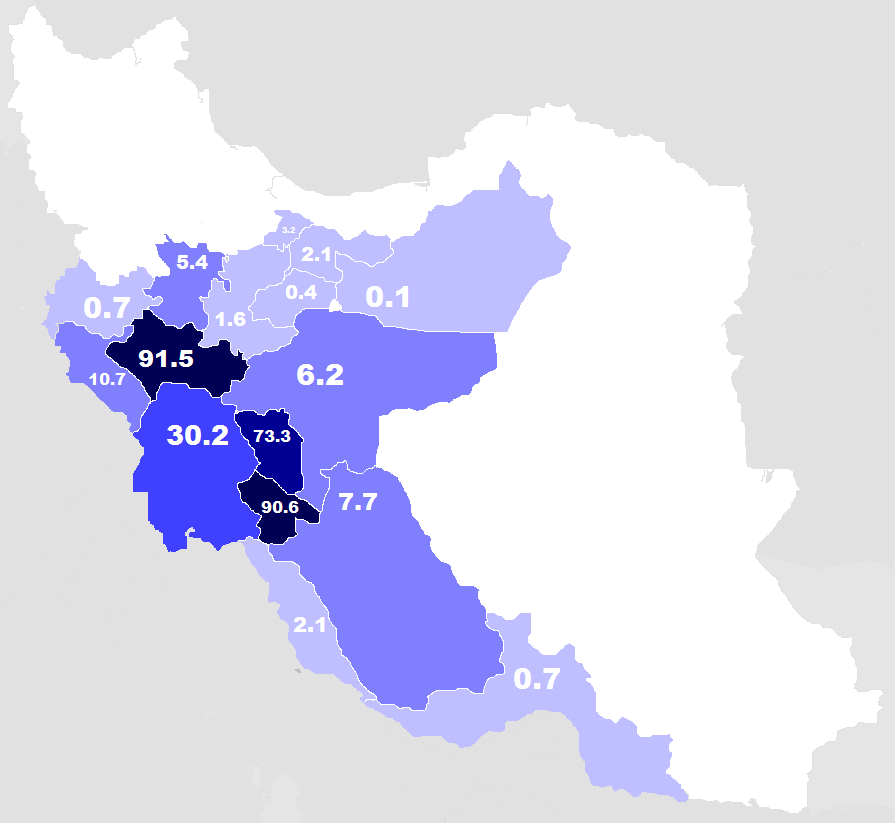
Мапа проживання лурів по опитуванню 2010 року

Бахтіарська мова (перс. بختیاری) — іранська мова, вважається діалектом лурської, котрою розмовляють бахтіари. Поширена в останах Чегармехаль і Бахтиарія, західній частині Хузестану, Лурестані та Ісфахані. Близькими є діалекти в північно-західному Фарсі. Існують перехідні форми між піденнокурдською мовою та бахтіарі. В самій бахтіарській мові існує велика кількість діалектів, котрі різняться словниковим фондом, фонетично та граматичним рядом. Частина бахтіарів розмовляє тюркською, близькою до мови кашкайців. Писемність на основі арабського письма.